# Peugeot SxC
Le SxC est un concept de SUV haut de gamme présenté par Peugeot au salon automobile de Shanghai 2011.

## Présentation
Dessiné par le bureau de style Peugeot China Tech Center installé à Shanghai, le SxC est dévoilé au public le 19 avril 2011 durant le salon automobile de Shanghai. Son patronyme est un sigle pour Shanghai Cross Concept, mais il peut aussi faire référence au terme « sexy » si on le prononce à l'anglaise. Il a été élu « Plus Beau Véhicule de l'Année » par l'édition chinoise du magazine Car and Driver. Selon son concepteur Feng You Gong, il a pour but de « préparer la clientèle chinoise à l’arrivée de la 3008 version chinoise » qui aura lieu l'année suivante.

## Style
Le SxC est un gros SUV long de 4,87 cm, pour une hauteur de 1,61 m et une largeur de 2,03 m. Chaussé de pneus de 22 pouces, il affiche des lignes simples et épurées, des flancs sculptés et quatre portes à ouverture antagoniste. Il reprend à son compte la calandre « flottante » déjà vue sur les concepts SR1 et HR1, ainsi que les feux arrière en boomerang connus depuis la BB1. À l'intérieur, le véhicule offre une ambiance futuriste avec une console centrale plongeante, quatre sièges séparés et des tablettes multimédia insérées dans les contreportes.

## Mécanique
Le SxC est équipé d'un bloc hybride issue de la technologie HYbrid4, dans une version qui groupe le 1,6 L THP poussé à 218 ch à un moteur électrique de 70 kW (soit 95 ch) accouplé à l'essieu arrière. L'ensemble permet d'offrir une transmission quasi intégrale et une puissance cumulée théorique de 313 ch. Peugeot annonce une consommation en cycle mixte de 5,8 L aux 100 km, des émissions de CO2 de 143 g/km, et une autonomie en tout électrique de 12,5 km,.